# 롤콜
롤콜(rollcall)은 호명투표(呼名投票) 방식으로 의장의 지명으로 찬성·반대·기권의사를 밝히는 것을 말한다. 이는 유엔의 투표방식인데 추첨으로 선정된 국가로부터 알파벳 순서에 따라 의장이 나라 이름을 지명하면 각국 대표는 찬성 또는 반대, 기권의 의사표시를 한다. 그러나 유엔의 모든 투표를 이 방식으로 하지는 않는다. 일반적으로는 기계화한 버튼식 투표를 하지만 어느 대사의 요구가 있으면 롤콜 방식을 택한다. 이 방식을 채택하였을 경우 각국의 의사가 기록으로 남게 된다.